# توماس إي. غرينوود
توماس إي. غرينوود هو سياسي كندي، ولد في 16 مايو 1859، وتوفي في 14 مايو 1934.